# 1578 en philosophie
Chronologie de la philosophie
- 1574
- 1575
- 1576
- 1577
- 1578
- 1579
- 1580
- 1581
- 1582

L’année 1578 a été marquée, en philosophie, par les événements suivants :

## Publications
- Giordano Bruno :  De auditu kabbalistico sive ad omnes scientias (Paris, 1578).

- Johann Thomas Freig :  Quaestiones oeconomicae et politicae, 1578.

- Pierre de La Place : Discours politiques sur la voie d’entrer dûment aux États et manière de constamment s’y maintenir et gouverner (adapté de "De la vocation et manière de vivre à laquelle chacun est appelé"), traduit en anglais, Londres, 1578.

## Naissances
- Claude Guillermet de Bérigard (ou Beauregard) (1578, Moulins – v. 1663) est un philosophe français du XVIIe siècle. En latin son nom est « Claudius Berigardus ».

## Décès
- Azaria (Benaiuto) di Rossi, dit Azarya min HaAdoumim (hébreu : עזריה מן האדומים « Azaria des Rouges, » c'est-à-dire d'Italie[1]), est un rabbin et médecin italien du XVIe siècle (né vers 1511 et mort vers 1578[2]), considéré comme l'un des plus éminents intellectuels du judaïsme italien.